# یواس‌اس زاموالت (دی‌دی‌جی-۱۰۰۰)
یواس‌اس زاموالت (دی‌دی‌جی-۱۰۰۰) (به انگلیسی: USS Zumwalt (DDG-1000)) یک ناوشکن نیروی دریایی ارتش آمریکا است. طول این ناوشکن رادارگریز ۶۰۰ فوت (۱۸۲٫۹ متر) است.